# Kniel
Der Kniel ist ein Berg auf dem Gebiet der Stadt Oschersleben (Bode) in Sachsen-Anhalt, nordwestlich des Dorfes Schermcke. Seine Höhe beträgt 205 Meter.
Der Berg erhebt sich deutlich über die eher flache, sich östlich anschließende Landschaft der Magdeburger Börde und ermöglicht so eine weite Sicht über das Land. Noch ungefähr bis in die 1960er Jahre befand sich auf seinem Gipfel ein der Landesvermessung als trigonometrischer Punkt dienender Turm.

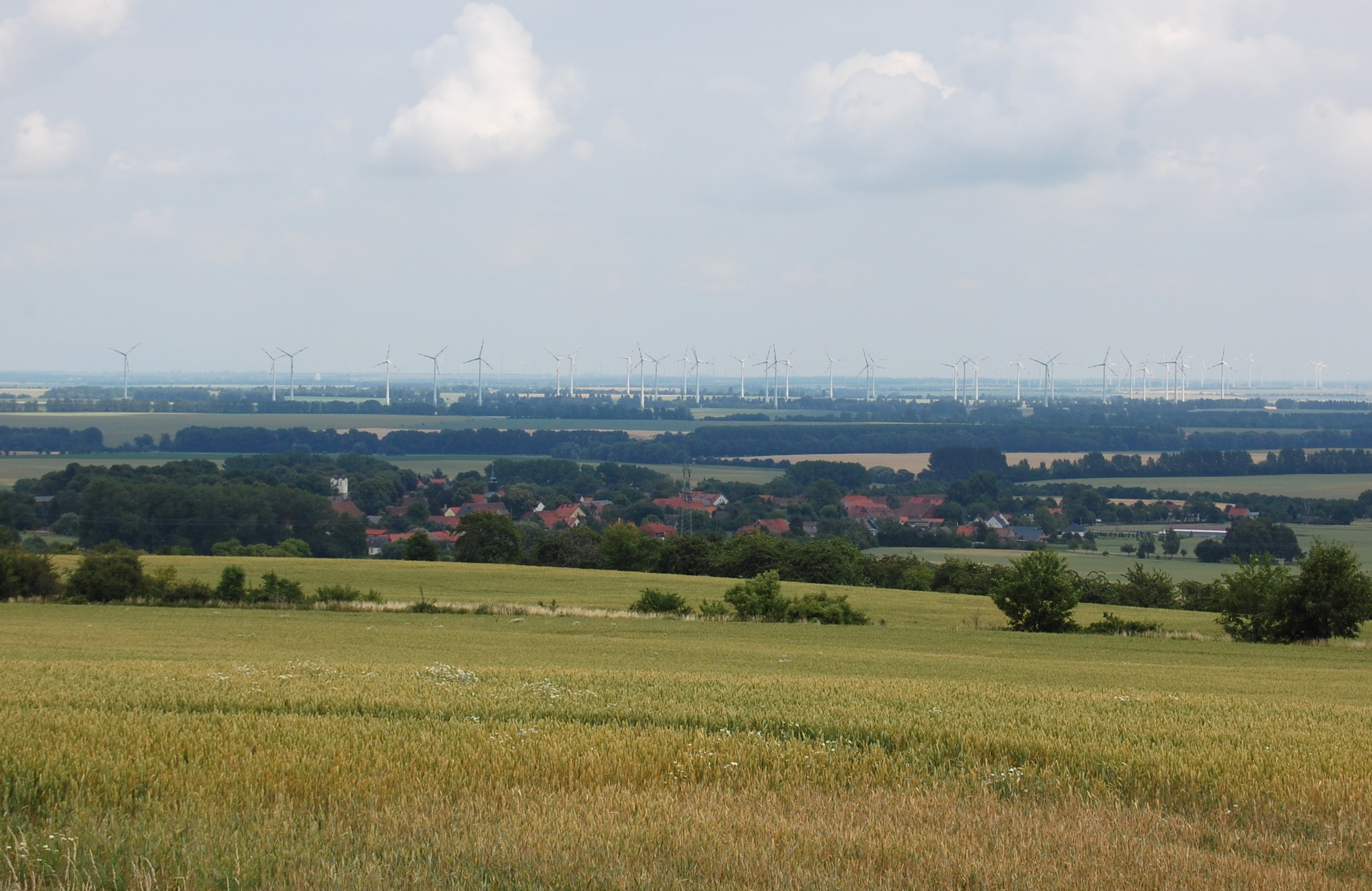
Blick vom Kniel auf Schermcke

## Naturräumliche Zuordnung
Auf Blatt 87 Braunschweig der naturräumlichen Gliederung wurde der Kniel dem Hohen Holz (Einheit 512.30) zugerechnet, von dessen Waldgebiet er jedoch getrennt ist. Er ist die südsüdwestliche Basis der nach Nordnordosten bis über Druxberge hinaus reichenden Druxberger Hügelkette (512.53), einer Stauendmoräne, deren Osthang heute als Westgrenze der Magdeburger Börde (504) angesehen wird.